# Абдулазизова, Дильбар Сабитовна
Дильбар Сабитовна Абдулазизова (узб. Dilbar Sobit qizi Abdulazizova; 12 сентября 1951, Дурмон, Ташкентская область — 15 марта 2019, Ташкент) — узбекская актриса

 театра и кино, народная артистка Республики Узбекистан (2013).

## Биография
В 1972 году закончила Ташкентский государственный театрально-художественный институт имени А. Н. Островского (ныне Государственный институт искусств и культуры). В этом же году начала работать в Самаркандском областном театре музыкальной драмы имени Хамида Алимджана. В 1973 году становится актрисой Республиканского театра юного зрителя Узбекистана.
В 2000 году Дильбар Абдулазизова удостоилась звания заслуженного артиста, а в 2013 году получила звание народного артиста Республики Узбекистан.

## Театральные работы
Дильбар играла в более десятка различных спектаклей. Основные роли Дильбар были в следующих спектаклях:
- «Снежная королева»
- «Обманщик с колокольчиком»
- «Мой отец — богатырь»
- «Когда плачут кони»
- «Красная шапочка»[4].

## Работа в кино
Дильбар Абдулазизова снималась в узбекских фильмах:
- «Баҳор қайтмайди» — играла роль Лобар (1970)[1].
- «Сарвиноз» — играла роль матери Ильхама в молодости (2004 год).
- «Колдунья» (узб. Jodugar) — играла роль тёти (2011).

## Примечание
1. 1 2  Ўзбекистон Республикаси халқ артисти Дилбар Абдулазизова 68 ёшида вафот этди (узб.) (недоступная ссылка — история). madaniyat.uz. Дата обращения: 24 января 2020.
2. ↑  Указ Президента Республики Узбекистан от 25 августа 2000 года № УП-2704 «О награждении в связи с девятой годовщиной независимости Республики Узбекистан группы работников науки, здравоохранения, культуры, просвещения, средств массовой информации и общественных сфер»
3. ↑  Редактор. Актриса театра и кино Дильбар Абдулазизова умерла в возрасте 68 лет. vkratce.uz (15 марта 2019). Дата обращения: 24 января 2020. Архивировано 15 ноября 2021 года.
4. ↑  Uz24.uzда 16 март тонгги хабарлари (узб.). http://uz24.uz/.+Дата обращения: 24 января 2020. Архивировано 15 ноября 2021 года.